# جزيرة سيميلو
جزيرة سيميلو وهي جزيرة من جزر إندونيسيا، وتقع في إقليم آتشيه.